# Бернгард Коссман
Бернгард Коссман (нім. Bernhard Cossmann; 17 травня 1822, Дессау — 7 травня 1910, Франкфурт-на-Майні) — німецький віолончеліст, композитор і музичний педагог. Батько публіциста Пауля Ніколауса Коссмана.

## Біографія
Навчався в Дессау у Карла Дрекслера, потім в Брауншвейзі у Авґуста Теодора Мюллера і в Дрездені у Фрідріха Авґуста Куммера. У 1840—1846 рр. працював у паризькій Опері, де здружився з Ференцом Лістом і Гектором Берліозом. У 1847—1848 рр. віолончеліст Лейпцизького Гевандгаус-оркестру і викладач Лейпцизької консерваторії. У 1849—1850 рр. гастролював у Франції і Англії, в тому числі проводив дуетні концерти з Йозефом Йоахімом. З 1850 року віолончеліст придворної капели у Веймарі. У 1866—1870 рр. професор віолончелі в Московській консерваторії. У 1870—1878 рр. жив в Баден-Бадені. З 1878 року і до смерті професор франкфуртської Консерваторії Хоха.
Серед власних творів Коссмана — передусім, фантазії на теми популярних опер («Вільний стрілець», «Вільгельм Телль» й ін.), народних пісень і т. п. Ряд п'єс він написав спеціально для свого улюбленого учня Генріха Кіфера. Дружні стосунки пов'язували Коссмана з Альфредо Піатті, якому він присвятив Концертні етюди Тв. 10 (Піатті, в свою чергу, присвятив Коссманові Дванадцять каприсів).